# انصاف (فیلم ۱۹۹۷)
انصاف (به هندی: Insaaf)فیلمی محصول سال ۱۹۹۷ و به کارگردانی دایال نیهالانی است. در این فیلم بازیگرانی همچون آکشی کومار، شیلپا شتی، پارش راوال، آلوک نات ایفای نقش کرده‌اند.